# Запорозька
Запорізька — станиця в Темрюцькому районі Краснодарського краю. Центр Запорізького сільського поселення.
Населення близько тисячі осіб.
Станиця розташована на північному заході Таманського півострова на березі Дінської затоки та Таманської затоки. 
Виноградарство. Птахівництво. Племінне скотарство.
Назву отримала на честь запорізьких предків Чорноморських козаків.

## Адміністративний устрій
До складу Запорізького сільського поселення крім станиці Запорізька входять також: 
- селище Батарейка
- селище Береговий
- селище Гаркуша
- селище Ілліч
- селище Коса-Чушка
- селище Красноармійський
- селище Приазовський